# ابراهیم فیروزی
ابراهیم فیروزی نوکیش مسیحی و زندانی سابق عقیدتی بود که در ۴ اسفند ۱۴۰۲ بر اثر سکته قلبی درگذشت.
سازمان غیر انتفاعی ماده ۱۸ گفت فیروزی هفت سال در حبس و تبعید سپری کرد.
با توجه به مسیحی بودن در قبرستان مسلمان در رباط کریم دفن شد برخی از اطرافیان آقای فیروزی در سن ۳۸ مرگ وی را مشکوک دانسته اند.